# Dariusz Biernacki
Dariusz Biernacki (ur. 1977 w Lublinie) – polski informatyk specjalizujący się w semantyce języków programowania wyższego rzędu z kontynuacjami, ich zastosowaniach w implementacji oraz wnioskowaniu o programach z efektami sterowania,
profesor Uniwersytetu Wrocławskiego,
kierownik Zakładu Języków Programowania.

## Życiorys
Studia informatyczne ukończył na Uniwersytecie Marii Curie-Skłodowskiej w 2001 roku, gdzie przez następny rok pracował jako asystent na Wydziale Matematyki, Fizyki i Informatyki.
Studia doktoranckie odbywał na Uniwersytecie w Aarhus pod opieką Oliviera Danvy’ego. Objęły one także semestralny pobyt u Johna C. Reynoldsa na Carnegie Mellon University.
W roku 2005 obronił rozprawę doktorską The theory and practice of programming languages with delimited continuations (Teoria i praktyka języków programowania z kontynuacjami organiczonymi), a w następnym rozpoczął roczny staż podoktorski w INRIA.
Następnie podjął pracę w Instytucie Informatyki Uniwersytetu Wrocławskiego na stanowisku adiunkta, a, po uzyskaniu habilitacji w 2016, w roku 2017 został profesorem nadzwyczajnym.